# Toughie

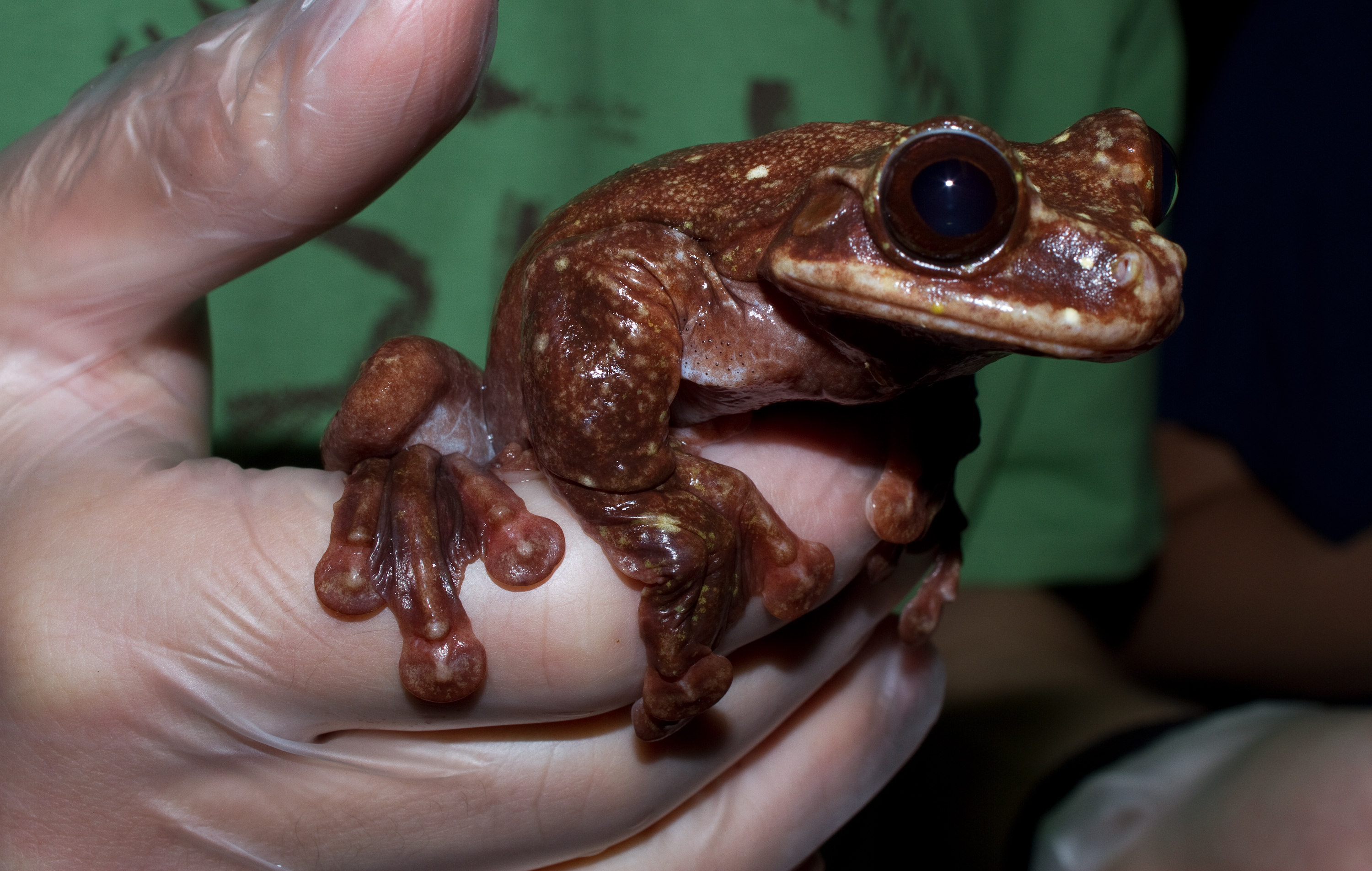
Toughie in der Hand eines Pflegers des Botanischen Gartens in Atlanta

Toughie († 26. September 2016) war das letzte bekannte lebende Exemplar der Art Ecnomiohyla rabborum. Das Tier wurde im sogenannten FrogPOD, einem gesicherten und nicht öffentlichen Bereich des Botanischen Gartens von Atlanta, gehalten.

## Bekannte Lebensgeschichte
Im Rahmen einer Expedition im Jahr 2005 in den Regenwald von Zentral-Panama wurde dieses Exemplar, ein ausgewachsenes Männchen, gefangen. Seitdem wurde es in Atlanta gepflegt. Verbliebene bekannte Artgenossen sind in den Jahren 2009 (das letzte Weibchen) und 2013 (das vorletzte Männchen) gestorben, so dass Toughie nach einem letzten vergeblichen Versuch der Reproduktion (die Kaulquappen starben vor der Metamorphose) das letzte bekannte Exemplar war. Am 26. September 2016 wurde Toughie von seinem Pfleger tot aufgefunden. 
Im Jahr 2013 wurde er im Rahmen einer Dokumentation von National Geographic über die Frösche des Botanischen Gartens und im Jahr 2015 in der Dokumentation Racing Extinction vorgestellt.

## Belege
1. ↑  Candace Hansen: Rabbs’ Fringe-limbed Treefrog, Ecnomiohyla rabborum. In: Amphibian Survival Alliance. Abgerufen am 6. Februar 2023 (amerikanisches Englisch).
2. ↑  Famous Frog Toughie Dies, Sending Species to Extinction. 30. September 2016, abgerufen am 6. Februar 2023 (englisch).
3. ↑  See The Last Rabb's Fringe-limbed Tree Frog Alive | Racing Extinction. Abgerufen am 6. Februar 2023 (deutsch).